# OM Digital Solutions
OM Digital Solutions Corporation (OMDS) (OMデジタルソリューションズ) és un fabricant japonès de productes opto - digitals per a empreses i consumidors.
La companyia va adquirir les divisions de productes de càmeres, gravadores d'àudio i binocles del fabricant Olympus el gener de 2021.

## Història
El 30 de setembre de 2020, Olympus va anunciar que havia signat un acord amb l'inversor financer Japan Industrial Partners (JIP) per transferir la divisió d'imatges d'Olympus a una filial de propietat total d'Olympus de nova creació. Aquesta filial es va anomenar OM Digital Solutions. L'1 de gener de 2021, el 95% de les accions d'OM Digital Solutions es van transferir a OJ Holdings, Ltd, una filial especialment establerta de JIP. Olympus va mantenir la propietat del 5% restant.